# Hippeastrum calyptratum
Hippeastrum calyptratum é uma planta herbácea bulbosa perene florida, da família Amaryllidaceae, nativa do Brasil.

## Descrição
Esta espécie tem um bulbo globoso de aproximadamente 7,5 cm de largura, que é encerrado em bases de folhas persistentes e marrons. Os bulbos carregam 5-6, aproximadamente 45 - 60 cm de comprimento, 5 cm de largura, folhas verdes claras. As flores verdes são produzidas no outono em 2-3 umbelas floridas, que são sustentadas por pedúnculos terete, verdes, com cerca de 60 cm de comprimento e cerca de 1,3 - 1,9 cm de largura. Sementes semi-discoides e achatadas são produzidas em frutos de cápsulas globosas comprimidas.
- Detalhes de uma Hippeastrum calyptratum (Ker Gawl.) Herb. bulb
- Duas Hippeastrum calyptratum imaturas (Ker Gawl.) Herb. cápsulas de frutas
- Hippeastrum calyptratum em desenvolvimento (Ker Gawl.) Herb. folha com sufusão avermelhado para o vértice e venation paralelo visível da folha
- Detalhe de Hippeastrum calyptratum (Ker Gawl.) Herb. raízes

Esta espécie provavelmente está ameaçada de extinção, no entanto, atualmente não há dados suficientes sobre sua distribuição e, portanto, o status de conservação proposto pela IUCN é Deficiente em Dados (DD).

## Ecologia
As flores são polinizadas por espécies de morcegos. Ocorre na Mata Atlântica úmida em altitudes de 1200 m acima do nível do mar crescendo epifiticamente em árvores musgosas ou como litófito em rochas.

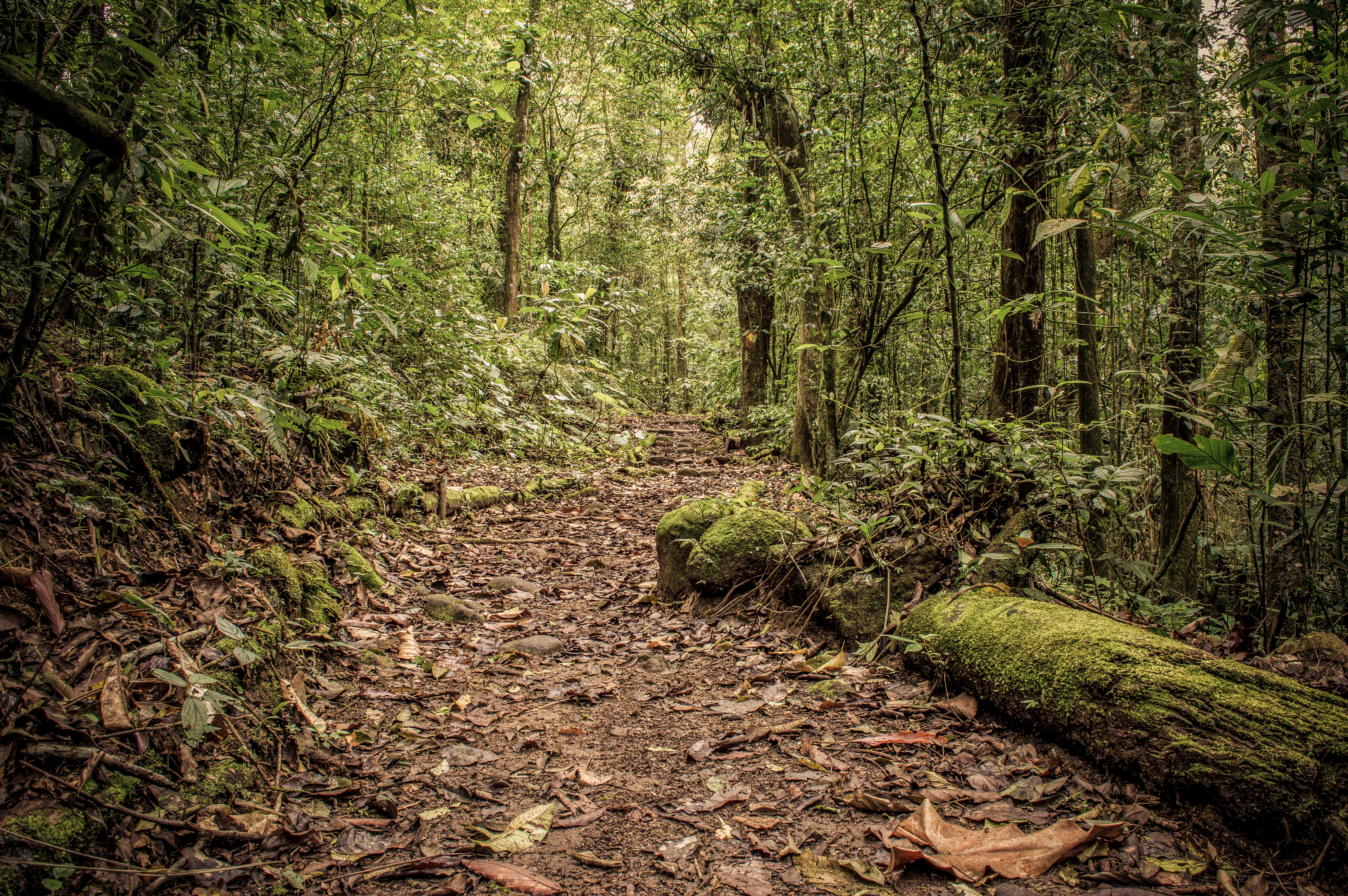
Habitat natural de Hippeastrum calyptratum

## Citologia
A contagem de cromossomos diplóides desta espécie é 2n = 22.

## Fisiologia
Vários alcaloides do tipo crinina foram isolados do tecido dessa espécie. O aroma floral, descrito como rançoso, azedo, fermentado ou semelhante a plástico queimado é composto pelos seguintes compostos: 1,8-cineol, perilleno, cânfora, linalol, limoneno, g-terpineno, b-mirceno, sabineno, a-pineno, d-3-careno e 3-hexanona.

## Taxonomia
Esta espécie foi descrita pela primeira vez sob o nome Amaryllis calyptrata por John Bellenden Ker Gawler (Ker Gawl.) Em 1817. Mais tarde, foi transferido para o gênero Hippeastrum sob o nome de Hippeastrum calyptratum por William Herbert (Herb.) em 1821.

## Etimologia
O epíteto específico calyptratum é derivado do latim calyptratum que significa "portar uma calyptra" ou do grego kalypto, kalyptra que significa "esconder" ou "véu".

## Cultivo
O cultivo é considerado difícil por alguns produtores não familiarizados com as necessidades específicas das epífitas. Em contraste com outros membros do gênero, o substrato deve ser grosseiro, aerado e bem drenado para esta espécie.